# Erlenbach im Simmental
Erlenbach im Simmental est une commune suisse du canton de Berne, située dans l'arrondissement administratif de Frutigen-Bas-Simmental.

## Patrimoine
L'église d'Erlenbach est un édifice qui remonte à l'époque romane (XIe et XIIe siècles). Elle est mentionnée dès 1228. La caractéristique principale de cet édifice est d'être revêtu, à l'intérieur, de peintures murales remontant depuis la fin du XIVe siècle, en passant par le XVe siècle jusqu'au début du XVIe siècle. Ces magnifiques peintures furent recouvertes, à la Réforme (1527 / 28) d'un badigeon, ce qui eut pour avantage de les sauvegarder jusqu'en 1931-32, époque d'une première restauration. L'église d'Erlenbach représente un patrimoine peint exceptionnel de l'époque de la fin du gothique. Au début du XIXe siècle, la musique reprit ses droits dans les églises réformées, notamment bernoises. En 1812, le facteur d'orgues bernois Johannes Stölli (1760-1833), à Habstetten, construisit, pour Erlenbach, un très bel orgue dont le buffet est parvenu en l'état jusqu'à nos jours. Cet instrument a fait l'objet d'une restauration / reconstruction en 1966 à 67 (Manufacture d'orgues Kuhn).

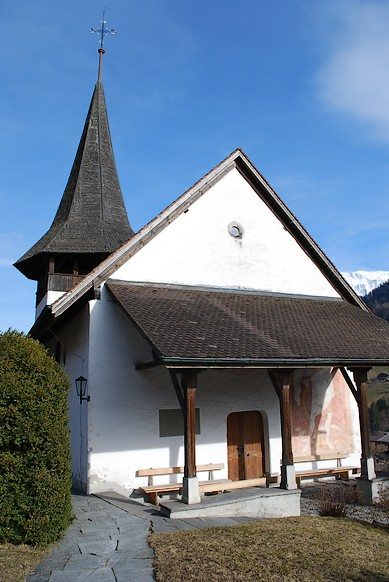
Vue extérieure de l'église
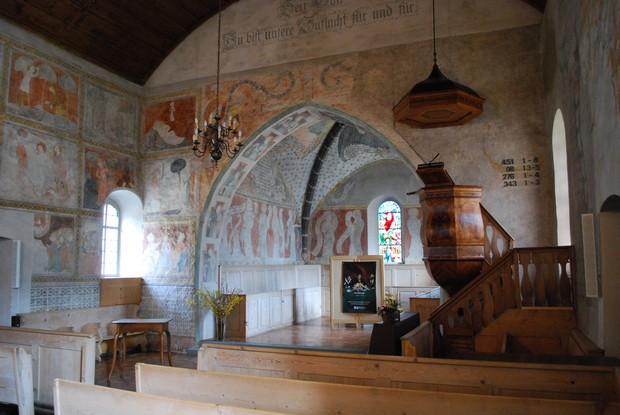
Vue intérieure de l'église
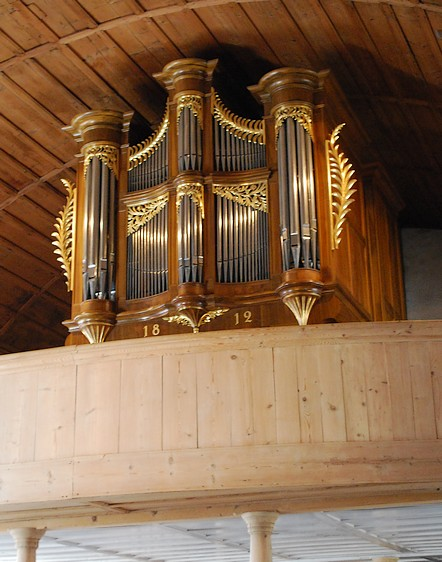
Vue de l'orgue de J. Stölli, 1812
Photo aérienne (1967)

## Personnalités liées à la commune
- Jakob Amman (né en 1644), réformé suisse fondateur du mouvement très minoritaire Amish[3],[4]